# 青い森たびショップ
青い森たびショップ（あおいもりたびショップ）は、青い森鉄道株式会社が運営する旅行会社である。三沢駅と野辺地駅に設置されており、それぞれ「青い森たびショップ三沢」、「青い森たびのへじ」という店舗名である。日本全国のJR乗車券、指定席券、特急券、びゅう関連商品等を販売している。
2022年現在は、新型コロナウイルスの感染拡大による旅行需要低迷のため、「青い森たびショップ三沢」、「青い森たびショップのへじ」共に営業を休止している。

## 概要
東北本線は、東北新幹線 東京 - 八戸間開業に伴い、目時 - 八戸間が2002年（平成14年）に、東北新幹線全線開業に伴い、八戸 - 青森間が2011年（平成22年）にJR東日本から経営移管され青い森鉄道株式会社が運営（線路、鉄道施設等は第三種鉄道事業者として青森県が保有）する青い森鉄道線となった。これに伴い、以下の駅で営業していた、みどりの窓口、JR券を取り扱う出礼窓口も廃止され、青い森鉄道線内と、その連絡運輸範囲内のみの乗車券の販売となった。
東北本線（現 青い森鉄道線）目時 - 青森間で、みどりの窓口及び出礼窓口が廃止された駅
- 三戸駅
- 剣吉駅
- 下田駅
- 三沢駅
- 上北町駅
- 乙供駅
- 野辺地駅
- 小湊駅
- 浅虫温泉駅

つまり、東北本線の目時 - 青森間が東北新幹線開業に伴いJR東日本から青い森鉄道に経営移管され、この区間の駅でJRの乗車券や指定席券、特急券等の販売ができなくなった。これらの代替手段として、JR大湊線が接続している野辺地駅に、また、利用客も多く、経営移管前は特急列車も停車し、十和田観光電鉄線（2012年廃止）が接続している三沢駅に、全国のJR乗車券、指定席券、びゅう関連商品を販売する旅行会社として設置された。
しかし、新型コロナウイルス感染拡大により、旅行需要の回復が当面見込めない状況であること、びゅう旅行商品の委託販売が終了すること、及び、インターネットによるチケットレス化の推進といった運営環境の変化ということが相まって、野辺地駅の「青い森たびショップのへじ」が2021年3月31日をもって、三沢駅の「青い森たびショップ三沢」が2022年1月14日をもって、営業を休止している（閉店はしていない）。
なお、青い森たびショップの営業休止に伴い下記のきっぷについては、三沢駅、野辺地駅、小湊駅、浅虫温泉駅の窓口にて取り扱っている。
- 弘南バス 高速バス「パンダ号八戸線」（旧えんぶり号）（季節運行）

## 沿革

### 青い森たびショップ三沢
- 2011年6月14日：三沢駅旧旅行センター内に「青い森たびショップ三沢」を設置[1]。
- 2017年7月24日：三沢駅西口再開発事業及びバスターミナル設置に伴う旧十和田観光電鉄線三沢駅駅舎と青い森たびショップ三沢があった建物の撤去に伴い、三沢駅駅舎2階の旧待合室、KIOSK跡に移転[5]。
- 2022年1月14日：新型コロナウイルスの感染拡大に伴う需要低迷のため、営業を休止する[3]。

### 青い森たびショップのへじ
- 2013年4月：野辺地駅に「青い森たびショップのへじ」を設置[2]。
- 2021年3月31日：新型コロナウイルスの感染拡大に伴う需要低迷のため、営業を休止する[4]。

## 店舗
青い森たびショップ三沢
三沢駅2階改札口脇、窓口向かい
青い森たびショップのへじ
野辺地駅内窓口脇
いずれも、営業休止中。

## 青い森たびショップで 発券できる乗車券の範囲
全国のJR線
全国のJR線なので、青い森鉄道線の連絡運輸範囲内の乗車券も購入できる。例えば奥羽本線の青森 - 新青森間や八戸線の八戸 - 本八戸間などの短距離切符も買える。

## 発券される乗車券の様式
通常のJRの窓口で発券されるマルス券と同様である。また、地紋はJR東日本のEがついている。発行した会社番号は（2－ ）または、（2－タ）となっておりJR東日本の駅が発券したかのようになっている。また、旅行会社発行扱いのため、券面の右端にプリカット番号（紫色の印字）がついてる。
青い森たびショップ三沢の端末で発券した場合の発行者は、「盛岡法人B10」となっている。